# باول ألبيرز
باول ألبيرز هو لاعب هوكي الجليد كندي، ولد في 15 أكتوبر 1985 في ميلفيل ‏ في كندا.

## وصلات خارجية
- باول ألبيرز على موقع دوري الهوكي الوطني (الإنجليزية)
- باول ألبيرز على موقع EliteProspects.com (الإنجليزية)
- باول ألبيرز على موقع HockeyDB.com (الإنجليزية)